# Goniothalamus amuyon
Goniothalamus amuyon (Blanco) Merr. – gatunek rośliny z rodziny flaszowcowatych (Annonaceae Juss.). Występuje naturalnie na Tajwanie, Filipinach oraz w Wietnamie. 

## Morfologia
PokrójZimozielone małe drzewo lub krzew dorastające do 2–5 m wysokości.
LiścieMają kształt od podłużnie eliptycznego do eliptycznego. Mierzą 8–15,5 cm długości oraz 3–5,5 cm szerokości. Nasada liścia jest klinowa. Blaszka liściowa jest o tępym wierzchołku. Ogonek liściowy jest lekko owłosiony i dorasta do 6 mm długości.
KwiatyZebrane w kwiatostany, rozwijają się w kątach pędów. Działki kielicha mają owalnie trójkątny kształt i sa owłosione od wewnętrznej strony. Płatki zewnętrzne mają lancetowaty kształt, są owłosione od wewnątrz i osiągają do 35 mm długości, natomiast wewnętrzne są mniejsze i mają owalny kształt. Kwiaty mają owocolistki o podłużnym kształcie.
OwocePojedyncze owoce mają kształt od jajowatego do elipsoidalnego, zebrane w owoc zbiorowy. Osiągają 10–18 mm długości i 6–9 mm szerokości.

## Biologia i ekologia
Rośnie w lasach mieszanych. Występuje na wysokości do 500 m n.p.m. Kwitnie od maja do lipca, natomiast owoce pojawiają się od lipca do października.